# 兹沃尼米尔·齐梅尔曼契奇
兹沃尼米尔·齐梅尔曼契奇（1917年8月26日—1979年5月17日），克罗地亚男子足球运动员。他曾代表南斯拉夫国奥队参加1948年夏季奥林匹克运动会足球比赛，获得一枚银牌。